# Fondation Le Corbusier
Fondation Le Corbusier (Le Corbusierova nadace) je nadace v Paříži, která prezentuje dílo švýcarského architekta Le Corbusiera. Sídlí v 16. obvodu.

## Historie
Nadace sídlí ve dvou vilách La Roche (na adrese Square du Docteur-Blanche 10) a Jeanneret-Raaf (Square du Docteur-Blanche 8 a Rue du Docteur-Blanche 55). Obě vily postavili v letech 1924–1925 architekti Le Corbusier a Pierre Jeanneret (1896–1967) a od roku 1996 jsou zapsány na seznamu historických památek. Veřejnosti je přístupná pouze vila La Roche, která byla v letech 2008–2009 restaurována. Ve vile Jeanneret-Raaf se nacházejí kanceláře a knihovna nadace.

## Sbírky
Nadace uchovává originální kresby, studie a plány Le Corbusiera a jeho spoluporacovníka Pierra Jeanneret v letech 1922–1940 a rozsáhlou archivní sbírku textových a fototografických dokumentů. Jedná se o nejrozsáhlejší soubor tohoto umělce.